# Zombie SS
Zombie SS (norw. Død snø) – norweski film fabularny (horror komediowy) z 2009 roku w reżyserii Tommy’ego Wirkoli. Premiera filmu w Norwegii miała miejsce 9 stycznia 2009 roku.

## Fabuła
II wojna światowa. Mieszkańcy okupowanego przez nazistów miasteczka Øksfjord postanawiają rozprawić się z okupantami – uzbrojeni w widły, siekiery i kosy mordują Niemców. Z opresji cało wychodzi jedynie batalion porucznika Herzoga, który uciekł i ukrył się w górach, gdzie dopada ich ciężki mróz. We współczesności region ten odwiedza grupa studentów medycyny, którzy przyjeżdżają do Øksfjord, aby jeździć na skuterach śnieżnych. W wynajętym przez siebie domku znajdują skrzynkę z kosztownościami. Jak się okazuje, jest to przeklęte złoto oddziału Herzoga; naziści jako zombie powracają do życia, aby odzyskać swoją własność.

## Obsada
- Stig Frode Henriksen – Roy
- Ørjan Gamst – Herzog
- Ane Dahl Torp – Sara
- Charlotte Frogner – Hanna
- Lasse Valdal – Vegard
- Jeppe Laursen – Erlend
- Evy Kasseth Røsten – Liv